# 国王的演讲
是汤姆·霍伯执导、大卫·塞德勒编剧的2010年英国历史剧情片，哥連·費夫领衔饰演约克公爵乔治（后来的英王乔治六世），海伦娜·博纳姆·卡特饰公爵夫人伊莉莎白王后，杰弗里·拉什诠释言語治療师萊納爾·羅格。乔治患有严重口吃，影片讲述他在羅格帮助下竭力克服、练习演说能力的故事。
影片2010年9月6日在美国特柳赖德电影节首映，2011年1月7日在英国上映，以约1500万美元（800万英镑）制作成本取得约4.24亿美元全球票房。《国王的演讲》在英国公映五周便打破该项国独立电影票房纪录，二十余位影评人把该片选入2010年十大佳片。

## 剧情
本片讲述的是英國女王伊丽莎白二世的父亲，喬治六世国王治疗口吃的故事，根据英国历史真实故事改编而成。
身為約克公爵的阿爾伯特（暱稱伯帝），父亲是国王喬治五世，兄長是王儲威爾斯親王爱德华。伯帝从小有严重的口吃，為了應付演說而時有無力感，遂連同妻子尋找语言治疗师來治疗自己，最终找到了澳大利亞籍的萊納爾·羅格（Lionel Logue），但卻又以齟齬與羅格決裂。
喬治五世去世后，王儲爱德华即位面對歐洲情勢丕變，納粹德國崛起，爱德华八世仍過著風花雪月的人生，不理岌岌可危的朝政，且坚持要与一个離過兩次婚的華里思结婚，與離婚女子結婚，违背了英國國教與王室的繼承規定，首相鲍得温於是讓爱德华八世做出選擇，並以解散國會作為要脅，不愛江山愛美人的爱德华八世，选择禪讓寶座給伯帝，退隱山林，稱「溫莎公爵」。
伯帝因兄長爱德华不負責任的退位，不得不加冕登基，王號喬治，是為乔治六世。伯帝此時再次想到羅格，为了能顺利发表各种演说，伯帝辛苦經歷了一系列的語言训练，不但與羅格成为好友，口吃也大为好转。最后結局，是喬治六世在二次大战爆发后2天向英国人宣布对德國宣战的一次著名戰時演说，其发表顺利，聲調鏗鏘有力，鼓舞了全國軍民。

## 演員
| 演員                                  | 角色                                                         |
| ------------------------------------- | ------------------------------------------------------------ |
| 柯林·佛斯 Colin Firth                 | 喬治六世 George VI 阿爾伯特(原名) Albert 伯帝(家人稱) Bertie |
| 傑佛瑞·洛許 Geoffrey Rush             | 萊諾·羅格 Lionel George Logue                                |
| 海倫娜·寶漢·卡特 Helena Bonham Carter | 伊莉莎白王后 Queen Elizabeth The Queen Mother                |
| 邁可·坎邦 Michael Gambon              | 喬治五世 George V                                            |
| 蓋·皮爾斯 Guy Pearce                  | 愛德華八世 Edward VIII                                       |
| 戴瑞克·傑寇比 Derek Jacobi            | 坎特伯雷大主教 科斯莫·戈登·朗 Cosmo Gordon Lang              |
| 提摩西·司伯 Timothy Spall             | 海軍大臣丘吉尔 Winston Churchill                             |
| 詹妮弗·艾莉 Jennifer Ehle             | 羅格的妻子 Myrtle Logue                                      |
| 克莱尔·布鲁姆 Claire Bloom            | 瑪麗王后 Mary of Teck (喬治六世的母親)                       |
| 安東尼·安德魯斯 Anthony Andrews       | 英國首相鮑德溫 Stanley Baldwin                               |
| 伊芙·貝斯特 Eve Best                  | 華里絲·辛普森 Wallis Simpson                                 |

## 迴響

### 評價
爛番茄新鮮度95%，基於265條評論，平均分為8.6/10，而在Metacritic上得到88分，IMDB上得8分，大獲好評。
香港蘋果日報的黃國兆表示：｢今年競逐美國奧斯卡金像獎的影片，還未全部亮相。但如無意外，《王者之聲：宣戰時刻》應可勝出，因為太超班，太精采了。英國演員演技出眾，是理所固然；文化底子深厚，令人無話可說。但本片故事能夠震人心弦。｣

## 获奖
电影在第83届奥斯卡金像奖角逐入围12项，拿下最佳影片、导演、原著剧本、男主角四项。本片在第68屆金球獎以七项提名领跑，但最后只有费尔斯摘得影帝桂冠。美国导演工会奖授予霍伯最佳导演奖，费尔斯获美国演员工会奖最佳男主角，全体演员获最佳电影群体演出奖。影片以14项入围、七项胜出领跑英国电影学院奖，胜出项目分别是最佳影片、英国片、男主角、男配角、女配角、原创剧本、配乐。

## 分級
因為片中的髒話片段，本片在美國列為R級。後來重新製作一個被列為PG13的重剪版本，從2011年4月1日起在美國上映，取代原來的版本。而在台灣則被列為保護級。

## 爭議

### 香港譯名爭議
本片在香港發行時的中文譯名為皇上無話兒，直接解釋起來就是「皇上無話可說」，但「話兒」在普通話俗語中令人聯想到“那話兒”（意指陰莖），結果被部份人批評為不雅。香港片商將「King」一詞在中文字幕中譯為「皇帝」，亦引來爭議。

## 其它
台灣藝人潘瑋柏在專輯《王者丑生》的第三主打曲「王者之聲」，即以此電影為靈感來源進行創作。

## 相關
- 柏帝與伊麗莎白（英语：Bertie and Elizabeth）

## 延伸閱讀
- Bowen, C. (2002). Lionel Logue: Pioneer speech therapist Retrieved 1 January 2011.
- Logue, Mark and Conradi, Peter, (2010) "The King’s Speech: How One Man Saved the British Monarchy", New York: Sterling Publishing Co., (written by Lionel Logue's grandson and a journalist with the Sunday Times), ISBN 978-1-4027-8676-1
- Rhodes James, Robert. . London: Little, Brown and Co. 1998  [6 October 2010]. ISBN 0316647659.
- St Claire, M, "An Australian Cures Defect in King's Speech", The Australian Women's Weekly, (Saturday, 2 January 1937), p.12.（页面存档备份，存于）

## 外部連結
- 官方网站
- 開眼電影網上《王者之聲：宣戰時刻》的資料（繁體中文）
- 豆瓣电影上《国王的演讲》的資料 （简体中文）
- 时光网上《国王的演讲》的資料（简体中文）
- AllMovie上的资料（英文）
- 爛番茄上的資料（英文）
- Box Office Mojo上的資料（英文）
- TCM电影资料库上的资料（英文）
- Metacritic上的資料（英文）
- 互联网电影数据库（IMDb）上的资料（英文）